# Jean-Max Bellerive

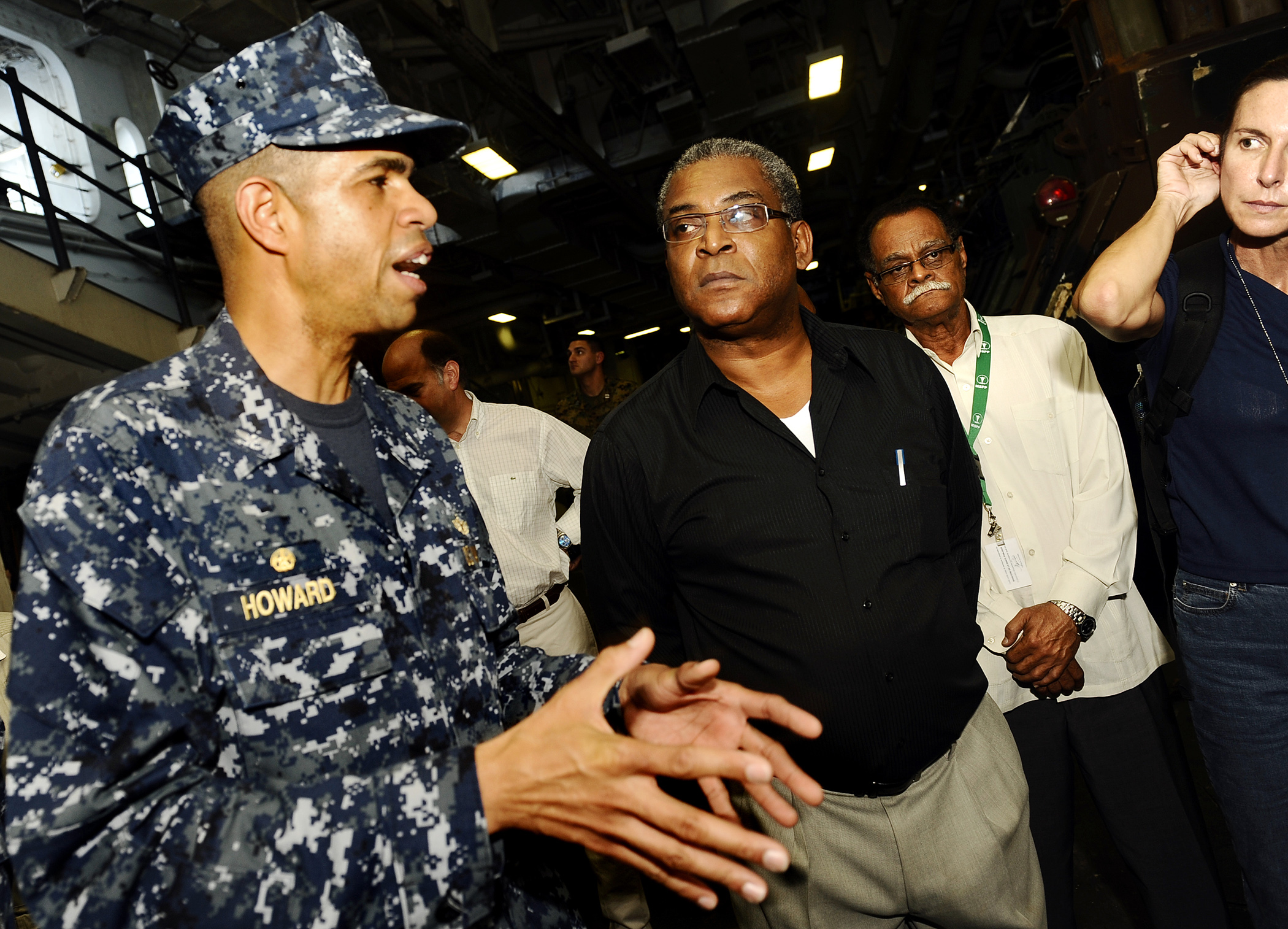
Jean-Max Bellerive (Mitte) mit einem Offizier der US Navy bei der Besichtigung der Bataan (Februar 2010)

Joseph Jean-Max Bellerive (* 1958 in Port-au-Prince) ist ein haitianischer Politiker und war von 2009 bis 2011 Premierminister.

## Biografie
Der Sohn eines Arztes und hochrangigen Mitarbeiters der Weltgesundheitsorganisation studierte nach dem Schulbesuch an Universitäten in der Schweiz, Frankreich und Belgien und schloss das Studium mit einem Diplom in den Fächern Politikwissenschaft und Internationale Beziehungen ab, ehe er 1986 kurz vor dem Sturz von Präsident Jean-Claude Duvalier nach Haiti zurückkehrte.
Zunächst war er in der Privatwirtschaft tätig und Koordinator von „L’Acquinoise“, einer von der Europäischen Union finanzierten Genossenschaft der Fischerei im Département Sud. 1988 wurde er Mitarbeiter im Ministerium für Inneres und ländliche Gemeinschaften und war dort bis 1990 Stellvertretender Leiter des Organisations- und Planungsdienstes im Range eines Generaldirektors.
Im Anschluss begründete er mit einigen Bekannten Sibel Consult, einer Agentur für das Management und die Vorbereitung von Entwicklungsprojekten. Mit diesem Unternehmen arbeitete er mit zahlreichen öffentlichen Institutionen wie dem Sekretariat für Tourismus, der Nationalen Hafenbehörde (APN), der Volksbank von Haiti (BPH), dem Provisorischen Wahlrat (CEP) sowie dem Ministerium für im Ausland lebenden Haitianern. Daneben erfolgte eine enge Zusammenarbeit mit führenden Unternehmen des Landes wie Terminal Varreux, Shodecosa, ELF-Haiti, Vorbe et Fils, Radio Liberté, Haitel, Terrabus, Tecina S.A. und Meditel S.A.
Nach einer kurzen Tätigkeit von 1999 bis 2000 als Leiter des Wahlbüros für das Département Ouest im Provisorischen Wahlrat (Conseil électoral provisoire) war er zwischen März 2001 und März 2002 Kabinettchef von Premierminister Jean Marie Chérestal. Nach einer anschließenden Tätigkeit als Leitender Technischer Berater von Premierminister Yvon Neptune war er von März 2004 bis Juni 2006 Koordinator der Arbeitsgruppe für die Koordination und Überwachung der öffentlichen Politik (CCS) im Büro von Premierminister Gérard Latortue.
Im September 2008 berief ihn Premierministerin Michèle Pierre-Louis schließlich erstmals in ein Kabinett, in dem er Minister für Planung und innere Zusammenarbeit wurde.
Nach der Absetzung von Premierministerin Pierre-Louis durch ein Misstrauensvotum am 30. Oktober 2009 wurde Bellerive am 11. November 2009 deren Nachfolger als Premierminister.
Nach der Ausrufung des Ausnahmezustands nach dem Erdbeben im Januar 2010 war er für die Koordinierung der Hilfsmaßnahmen und die Bergung der Opfer zuständig.